# Фракийский погром
Фракийский погром 1934 года (тур. 1934 Trakya Olayları) — серия жестоких нападений турецких националистов на граждан Турции еврейской национальности с 21 июня по 4 июля 1934 года в Восточной Фракии.

## История
Рост антисемитских настроений был спровоцирован рядом расистских статей националистов Джевата Рифата Атилхана (друга Юлиуса Штрейхера) и Нихаля Атсыза в пантюркистской прессе (Millî İnkılâp, Orhun).
23 мая 1934 года, чтобы избежать погрома, еврейская община обратилась с петицией к премьер-министру Турции Исмету Инёню, прося защитить от действий националистов. Петиция была передана в Министерство внутренних дел, затем в Главное управление безопасности и Министерство юстиции. Никаких действий предпринято не было и погром не предотвратили.
21 июня 1934 года начались первые погромы в Чанаккале. Имущество евреев было разграблено и уничтожено. Евреи подверглись унижениям и актам насилия, особенно женщины. В последующие две недели погромы затронули Эдирне, Текирдаг, Кыркларели и 12 других населённых пунктов в Восточной Фракии. 1 человек был убит. Более 15 000 человек стали беженцами и вынужденными переселенцами.
Правительству Мустафы Кемаля Ататюрка удалось остановить погром. 
Власти решительно пресекли антиеврейские беспорядки, ввели в Восточной Фракии чрезвычайное положение, погромщиков арестовали и предали суду.
Фракийский погром 1934 года стал первым погромом в республике Турция.